# Kunsertu
I Kunsertu sono un gruppo artistico-musicale folk rock italiano nato a Messina sul finire degli anni '70. La band è stata poi considerata tra "i pionieri dell'etno-rock nostrano".

## Storia
I Kunsertu nascono a Messina alla fine degli anni '70. La loro musica è, fin dai suoi intenti iniziali, una miscela di tradizioni provenienti da diversi angoli del Mediterraneo, Sicilia e Maghreb, a cui si aggiungono influssi provenienti dall'Africa nera dal risultato originale ed energetico, soprattutto durante i concerti. A questo periodo è ascrivibile il loro primo album del 1984, Kunsertu (K Production), ritenuto dalla critica come un lavoro piuttosto "acerbo".
Nel 1986 vincono il Festival internazionale Cinema giovani 1986 di Torino con il videoclip Sabra e Catila. La band venne quindi selezionata per la compilation Studio City (PDR, 1987), prima di produrre il 12" Jazirah (K Production, 1988), per poi raggiungere un notevole successo a livello nazionale già con il secondo album, SHAMS, pubblicato nel 1989 per la New Tone Records e più articolato su sonorità elettriche.
Maurizio "Nello" Mastroeni è autore delle musiche e di gran parte dei  testi, che affrontano spesso tematiche legate all'attualità, dalle stragi nei campi profughi palestinesi al dramma dell'immigrazione; che non disdegnano intermezzi leggeri e romantici (vedi Mokarta, cavallo di battaglia nel repertorio della band).
Dopo la pubblicazione del loro terzo lavoro (Fannan, 1994), il sodalizio si è sciolto.
Dalle sue ceneri, sono nati i Dounia nel 1996, gli Zongaje nel 1999 e Nemas (acronimo di Nello Mastroeni) nel 2005. Giacomo Farina entra invece nel complesso degli Asteriskos.
Nel 2016 la band si riunisce e pubblica l'album 1984/2016, che include il nuovo singolo Esta noche e i brani storici del repertorio.
Nel dicembre 2019 i Kunsertu pubblicano il nuovo album dal titolo Rosa, con nove brani inediti.

## Formazione

### Formazione attuale
- Maurizio "Nello" Mastroeni: chitarra e voce (1980-1995; dal 2016)
- Faisal Taher: voce (1988-1995; dal 2016)
- Egidio La Gioia: voce (1990-1992; dal 2016)
- Manuela "Manua" Mastroeni: voce (dal 2019)
- Roberto De Domenico: percussioni (1982-1984 e 1990-1995; dal 2016)
- Massimo Pino: basso (dal 2016)
- Fabio Sodano: flauto e fiati popolari (dal 2016)
- Gianluca Sturniolo: sax (dal 2016)
- Tanino Lazzaro: fisarmonica e piano (dal 2018)
- Stefano Sgrò (dal 2018)
- Gaetano Leonardi (tecnico del suono)

### Formazione 1980/1995
- Maurizio "Nello" Mastroeni (1980-1995) (chitarra elettrica ed acustica, backvocal)
- Giacomo Farina (1980-1995) (2016-2018) percussioni, tamburello, organetto diatonico)
- Pippo Barrile (1980-1995) (voce)
- Roberto De Domenico (1982-1984 e 1990-1995) (percussioni, backvocal)
- Stefano Foresta(1985-1995) sax, flauto, (friscalettu, backvocal)
- Vincenzo Gangi (1987-1995) (basso, backvocal)
- Faisal Taher (1988-1995) (voce araba)
- Franco Barresi (1992-1995) (batteria)
- Egidio La Gioia (1990-1992) (batteria e backvocal)
- Tino Finocchiaro (1988-1989, 1991-1995) (tastiere)
- Gaetano Leonardi (tecnico del suono)

## Altri musicisti
- Pippo Mafali (basso)
- Pino Garufi (basso)
- Renzo Cucinotta (basso)
- Cesare Cammá (basso)
- Alfredo Mobilia (batteria)
- Giorgio Di Bella (Batteria)
- Arturo Terranova (batteria)
- Ernesto D'Amico (batteria)
- Maurizio Bernava (voce e chitarra)
- Addoullaye Diop (djembe)
- Filippo Cavallaro (tamburello, voce "carritteri")
- Sergio Lo Giudice (voce e sax)
- Arturo Ferrante (sax)
- Gaetano D'Angelo (sax)
- Corrado "Dado" Sezzi (tabla)
- Giovanni Renzo (tastiere)
- Tino Finocchiaro (tastiere)
- Tonino Miano (tastiere)
- Saro Sorrenti (tromba)
- Massimo De Domenico (trombone)
- Rossana Maccaus (backvocal)
- Gilvain Gomis (backvocal)
- Adjasy (backvocal)
- Pape Mamadou Thiam (backvocal)
- Licia Mazzamuto (backvocal)

## Discografia

### Album studio
- 1984 - Kunsertu
- 1989 - SHAMS
- 1991 - LIVE
- 1994 - Fannan
- 2016 - 1984–2016
- 2019 - Rosa

### EP
- 1988 - Jazirah
- 1992 - Zambra

### Compilations
- 1987 – Studio City. Rock Compilation
- 1990 – Café Mediterranee
- 1993 – E cantava le canzoni… Rino Gaetano
- 1993 – Union Dialetti Italiani 93
- 1994 – Il Crepuscolo degli Ottanta
- 1994 – Rock Targato Italia
- 1994 – Fatti e rifatti
- 1995 – An Xplosion Of World Music
- 1995 – Canti Sudati
- 1995 – La Musica Che Cambia Max Generation
- 1996 – Olis Music Sampler 4 (Tribù)
- 1998 – Italia Nuove Indye
- 1998 – Mediterraneo
- 2001 – Mediterraneo e Medio Oriente - Italia - Suoni Del Sud
- 2001 – Tarantula rubra
- 2004 – Cous Cous Fest Compilation 2004
- 2006 – Siciliae: Antologia Della Musica Siciliana
- 2006 – Sud Open Source - Volume Due